# Dischidia oiantha
Dischidia oiantha är en oleanderväxtart som beskrevs av Rudolf Schlechter. Dischidia oiantha ingår i släktet Dischidia och familjen oleanderväxter. Inga underarter finns listade i Catalogue of Life.